# Gatorade
Gatorade (на български понякога се използва „Геторейд“ или „Гетърейд“) е негазирана спортна напитка, продавана от PepsiCo. Първоначално се произвеждала за спортисти, но днес се консумира най-вече от неспортисти.

## История
„Геторейд“ е създаден от д-р Робърт Кейд и д-р Дейна Шайърс във Флоридския университет през 1966 и е наречен на името на футболния отбор на университета („Гейтърс“). Целта на напитката е да рехидратира и възстановява въглехидратите (използвайки захароза, глюкоза и фруктоза), солите, витамините и минералите, които намаляват по време на физически упражнения (най-вече в причиняващия умора климат на Флорида).
Д-р Кейд се споразумява с компанията за консервиране на плодове и зеленчуци Stokely-Van Camp, Inc. (S-VC), която се намира в Индианаполис, като тя трябва да произвежда продукта, който той вече бил патентовал. През 1973 Кейд и S-VC уреждат съдебен спор с Флоридския университет, който претендира, че правата за формулата на напитката се държат от университета. Оттогава Флоридския университет е получил над $80 млн. от печалбите на Gatorade.
Само една година след представянето на Gatorade на пазара напитката получава нова формула, тъй като първоначалната рецепта съдържа подсладителя натриев цикламат, който е забранен от Администрацията за храни и лекарства.
Продавана с драматичните образи на изпотени спортисти, напитката става популярна сред неспортистите, като към производствената линия се добавят и други варианти: с ниско съдържание на натрий, и диетична
Компанията Quaker Oats закупува S-VC през 1983 след яростно наддаване с конкурентната компания Pillsbury. Quaker лицензира производството на Gatorade от PepsiCo в няколко големи световни пазари, но съди Пепси в Австралия през 1998 с твърдението, че Пепси е злоупотребила с търговските тайни на Gatorade, за да произвежда своя собствена спортна напитка, All Sport. Quaker печели делото в Австралия. През декември 2002 PepsiCo се сдобива с Quaker (след още едно напрегнато наддаване, този път с конкурентите от Кока Кола).

## Вкусове
Обикновено Gatorade излиза с нови вкусове в началото на януари.
1967
- Лимон (Lemon-Lime)

1983
- Плодов пунш (Fruit Punch)

1990
- Екто-хладилник (Ecto Cooler)

1997
- Ледниково замръзване (Glacier Freeze)
- Щурм на силното течение (Riptide Rush)

1999
- Яростен пъпеш (Fierce Melon)
- Яростна ягода (Fierce Berry)
- Яростно грозде (Fierce Grape)

2001
- Маракуя (Passion Fruit)
- Звезден плод/Карамбола (Starfruit)
- Висок прилив (High Tide)

2002
- Ягодов лед (Strawberry Ice)
- Лимонов лед (Lime Ice)
- Портокалов лед (Orange Ice)
- Верижна катастрофа (Cascade Crash)

2003
- Екстремно Тропико (Extremo Tropico)
- Екстремно Цитроко (Extremo Citrico)
- Екстремно Манго (Extreme Mango)
- Динен лед (Watermelon Ice)
- Цитрусови плодове (Berry Citrus)
- Ягода (Strawberry)

2004
- Екс-фактор плодов пунш + ягода (X-Factor Fruit Punch + Berry)
- Екс-фактор портокал + тропически плод (X-Factor Orange + Tropical Fruit)
- Екс-фактор лайм-лимон + ягода (X-Factor Lemon-lime + Strawberry)